# I.M
I.M è il singolo di debutto del cantante israeliano Michael Ben David, pubblicato il 30 gennaio 2022.

## Descrizione
Il 30 gennaio 2022 I.M è stato annunciato, insieme a Don't, come uno dei due inediti che Michael Ben David avrebbe potenzialmente presentato alla finale di The X Factor Israel il sabato successivo. Durante una puntata speciale del 3 febbraio, il pubblico ha scelto I.M come brano per la finale per il cantante; due giorni dopo, in occasione della stessa, Michael Ben David ha battuto gli altri tre concorrenti, venendo incoronato vincitore del talent show e ottenendo la possibilità di rappresentare il suo paese all'Eurovision Song Contest 2022 a Torino, cantando proprio I.M.
Il 12 aprile 2022 l'emittente pubblica israeliana responsabile della partecipazione, IPBC, ha annunciato che la partecipazione del paese alla manifestazione europea è in sospeso a causa di uno sciopero indetto dai lavoratori del servizio di sicurezza nazionale GSS che ha reso impossibile inviare una delegazione a Torino. Tuttavia, il problema è stato presto risolto, e il mese successivo Michael Ben David si è esibito durante la seconda semifinale della manifestazione europea, dove si è piazzato al 13º posto su 18 partecipanti con 61 punti totalizzati, portando Israele a non qualificarsi per la finale per la prima volta dal 2014.

## Tracce
Testi e musiche di Chen Aharoni, Assi Tal e Lidor Saadia.
1. I.M – 3:00